# 阿布基爾
31°19′N 30°04′E / 31.317°N 30.067°E
阿布吉爾（發音：[æbuˈʔiːɾ, æbo-]）是地中海沿岸埃及的一個村落，距離西南部的亞歷山大港鐵路里程為23（14英里），有一座曾被穆罕默德·阿里用作監獄的城堡。
其名取自埃及基督教殉教者塞勒斯（Cyrus），阿拉伯化後為 Qīr 。

## 外部連結
- . . 1921.